# Isle Haute
Isle Haute (franska: Île Haute) är en ö i Kanada.   Den ligger i provinsen Nova Scotia, i den sydöstra delen av landet, 800 km öster om huvudstaden Ottawa. Arean är 1,1 kvadratkilometer.
Terrängen på Isle Haute är platt. Öns högsta punkt är 100 meter över havet. Den sträcker sig 0,7 kilometer i nord-sydlig riktning, och 2,5 kilometer i öst-västlig riktning.